# Нордгауве
Нордгауве (нід. Noordgouwe) — село в нідерландській провінції Зеландія. Входить до муніципалітету Схаувен-Дьойвеланд.
Його площа становить 5,67 км², а населення станом на 2021 рік складало 405 осіб.
Перша згадка про населений пункт датується 1395 роком.
До 1961 року мало статус окремого муніципалітету.

## Галерея

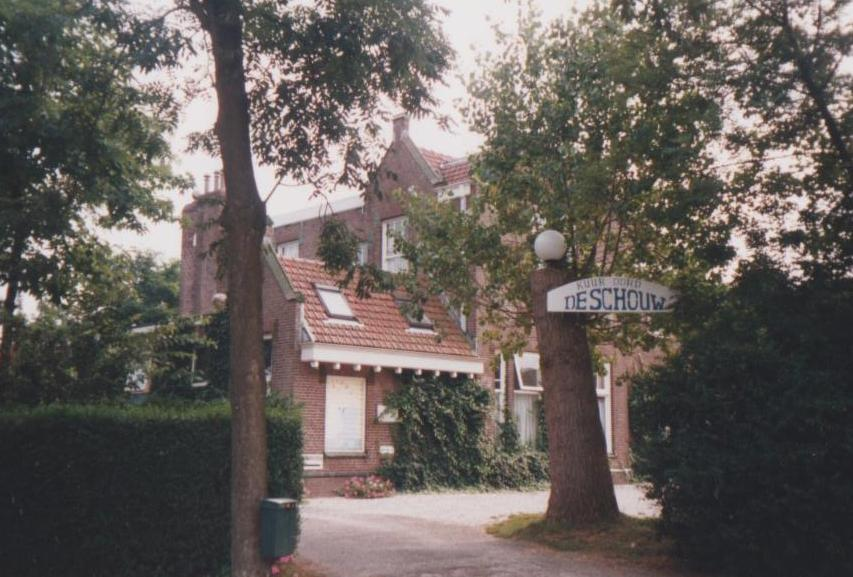
Будівля колишньої лікарні
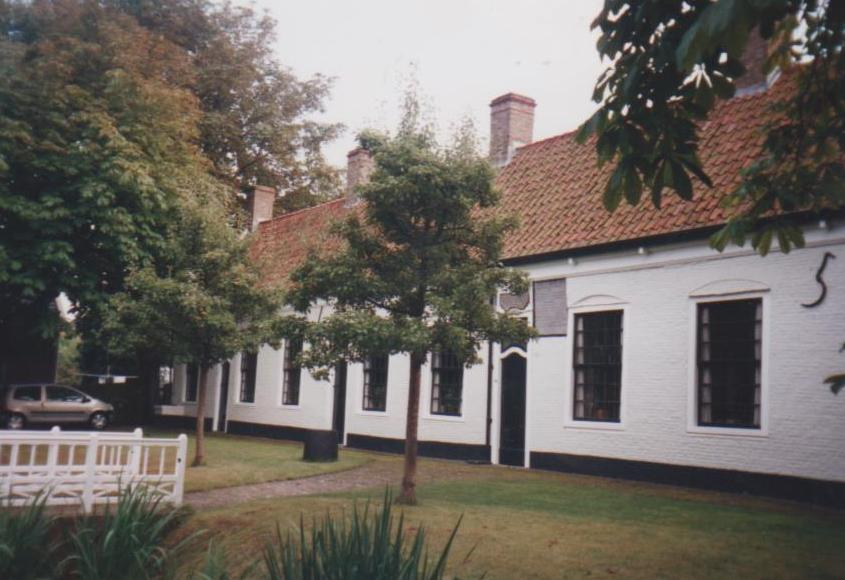
Будинки у селі
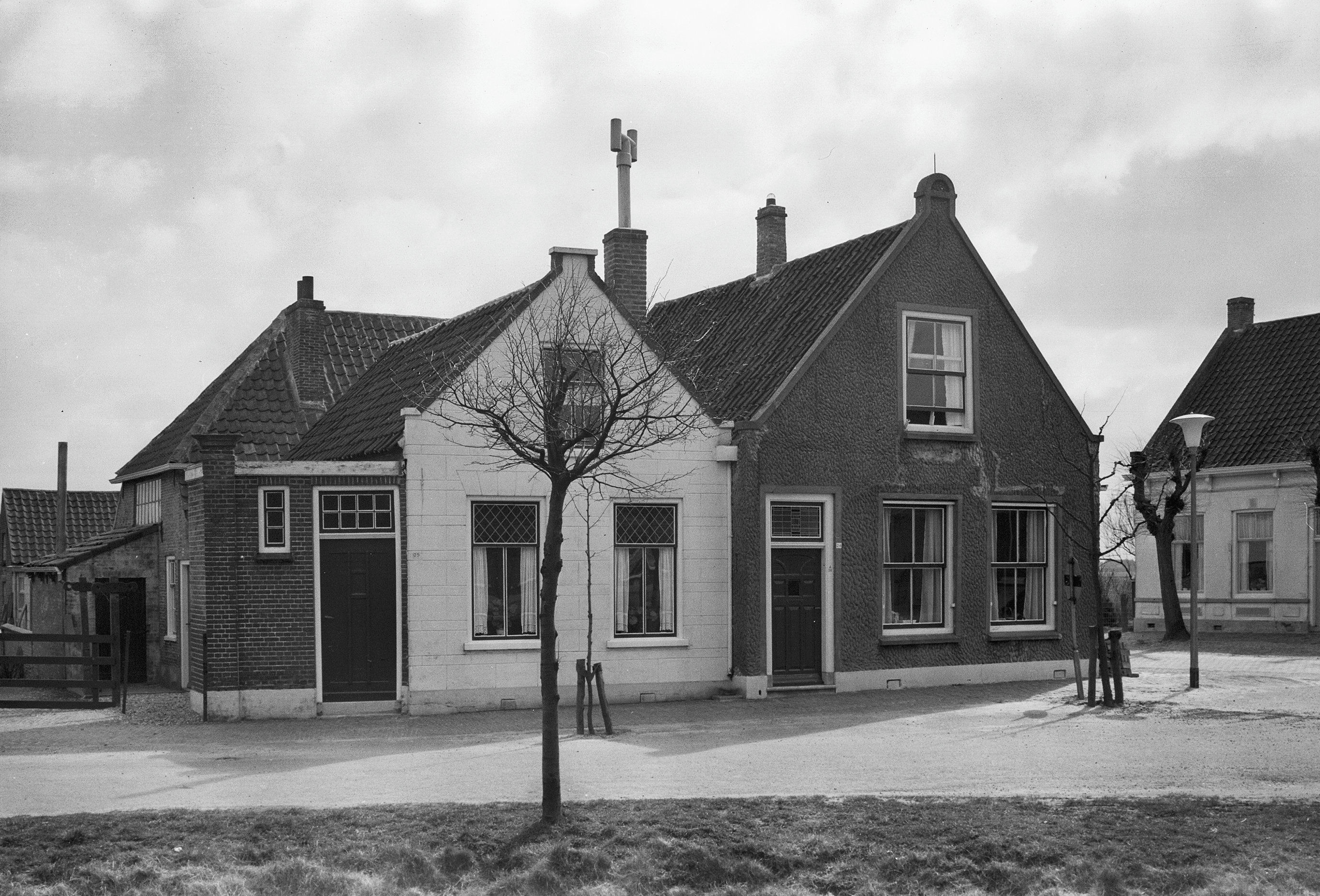
Вулична панорама (1962)